# NGC 669
NGC 669 је спирална галаксија у сазвежђу Троугао која се налази на NGC листи објеката дубоког неба.
Деклинација објекта је + 35° 33' 47" а ректасцензија 1h 47m 16,0s. Привидна величина (магнитуда) објекта NGC 669 износи 12,5 а фотографска магнитуда 13,3. Налази се на удаљености од 83,340 милиона парсека од Сунца. NGC 669 је још познат и под ознакама UGC 1248, MCG 6-5-4, CGCG 522-4, IRAS 01443+3519, PGC 6560.